# La Chapelle-aux-Saints
La Chapelle-aux-Saints – miejscowość i gmina we Francji, w regionie Nowa Akwitania, w departamencie Corrèze.
Według danych na rok 1990 gminę zamieszkiwało 179 osób, a gęstość zaludnienia wynosiła 38 osób/km² (wśród 747 gmin Limousin Chapelle-aux-Sts plasuje się na 450. miejscu pod względem liczby ludności, natomiast pod względem powierzchni na miejscu 648.).
Znaleziono tu kości neandertalczyka określane jako La Chapelle-aux Saints 1 datowane na 60 tysięcy lat.

## Populacja

Populacja La Chapelle-aux-Saints w latach 1962–2008